# Comunidad Girasoles de Charo
Comunidad Girasoles de Charo är en ort i Mexiko.   Den ligger i kommunen Charo och delstaten Michoacán de Ocampo, i den södra delen av landet, 210 km väster om huvudstaden Mexico City. Comunidad Girasoles de Charo ligger 1 987 meter över havet och antalet invånare är 151.
Terrängen runt Comunidad Girasoles de Charo är varierad. Runt Comunidad Girasoles de Charo är det ganska tätbefolkat, med 124 invånare per kvadratkilometer. Närmaste större samhälle är Morelia, 11,8 km väster om Comunidad Girasoles de Charo. I omgivningarna runt Comunidad Girasoles de Charo växer huvudsakligen savannskog.